# Benedicto VIII
Benedicto VIII (en latín, Benedictus PP. VIII) de nombre secular Teofilacto (Roma, ¿?-Roma, 9 de abril de 1024) fue el 143.er papa de la Iglesia católica, de 1012 a 1024.

## Historia
Aprovechando la muerte de Crescencio III (1012) sus enemigos y rivales políticos, los condes de Túsculo, aprovecharon para nombrar a uno de sus hijos, Teofilacto, como papa el 18 de mayo de 1012, permaneciendo en el cargo hasta su muerte el 9 de abril de 1024, fecha en que fue sucedido por su hermano, Juan XIX.
Apenas nombrado, fue expulsado de Roma por la familia de los Crescencio, que pusieron en su lugar al antipapa Gregorio VI. Año y medio más tarde, en 1014, Benedicto VIII fue repuesto en el papado por el rey Enrique II de Sajonia, quien favorable a la reforma de la Iglesia se decantó por Benedicto al considerarlo más proclive a la misma. Como recompensa por este acto, Enrique II obtuvo la coronación imperial en Roma en el año 1014, en donde por primera vez en Occidente el emperador recibió del papa, junto a la corona, el globo con la cruz como símbolo del poder universal.
En ese mismo año de 1014 introdujo de forma definitiva en el credo niceno-constantinopolitano la procedencia del Espíritu Santo, del Padre “y del Hijo” que desembocará años más tarde en el Cisma de las Iglesias de Oriente y Occidente.
En 1016 Benedicto VIII, al frente de tropas italianas, vence a los sarracenos que habían atacado la Italia central e inmediatamente se encuentra con el enfrentamiento con el Imperio bizantino en el sur de Italia cuando el emperador de estos, Basilio II, reanuda la política de restauración practicada antaño por Justiniano al reconquistar, en la batalla de Cannas en 1018, la Apulia que se había sublevado en el año 1009. El papa, que había apoyado a los sublevados de Apulia con tropas normandas que se habían asentado en el sur de Italia a su regreso de una peregrinación a Tierra Santa y con las que Benedicto VIII había pactado una alianza a cambio de conceder a estos el perdón por un crimen de sangre, vio amenazados sus propios territorios por lo que juntamente con los apulios y los normandos pidió auxilio a Enrique II. 
En 1020, aprovechando el viaje del papa a Bamberg para la consagración de su nueva catedral, se acordó una expedición de auxilio que en 1021 consiguieron eliminar la supremacía bizantina en el sur de Italia y crear un cinturón defensivo. En dicho encuentro entre el papa y el emperador se plantearon algunas ideas de reforma de la Iglesia y se convocó en 1022 el Sínodo de Pavía que se celebró bajo la presidencia del papa y del emperador y en el que se repitió la exigencia canónica de celibato para el alto clero hasta el subdiácono, y se estableció que los hijos habidos del enlace de sacerdotes no libres con mujeres libres habrían de seguir el estado del padre para que no se perdiese para la Iglesia ni pudiesen ser peligrosos por la herencia del bien eclesiástico. Se decretaron también severas condenas contra los sacerdotes que practicaban la simonía y se condenó asimismo el duelo.

## Tregua de Dios
A Benedicto VIII se debe un decreto conocido como “Tregua de Dios” por el que se regulaba la guerra entre príncipes cristianos. Tuvo su origen en un decreto de la Iglesia para defender a los humildes frente a los señores feudales, la llamada “Paz de Dios”. La “Tregua de Dios” se basaba en un principio canónico que prohibía las hostilidades entre el sábado por la noche y el lunes por la mañana.